# Cesena

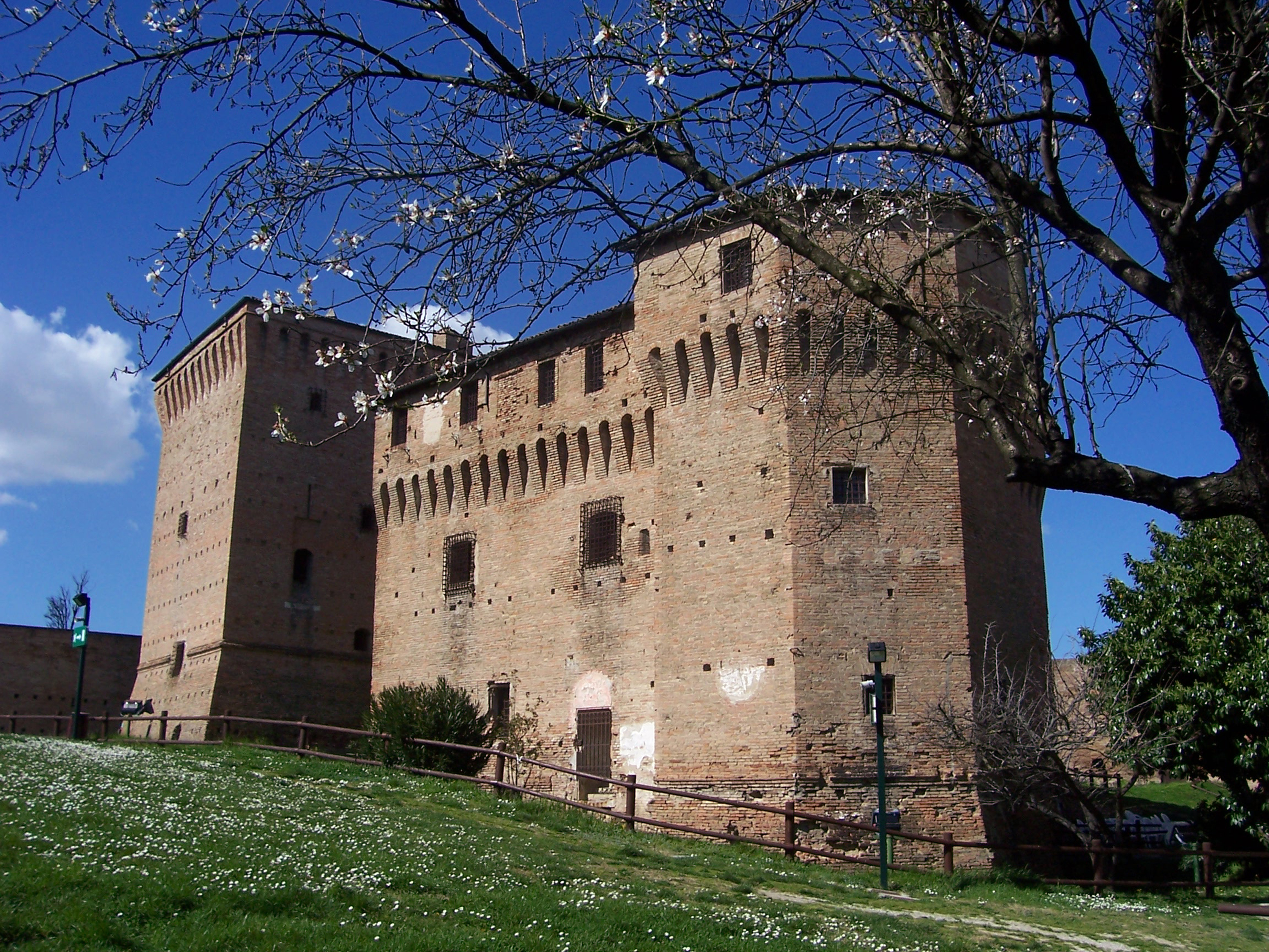
Các tháp Rocca Malatestiana ở Cesena.

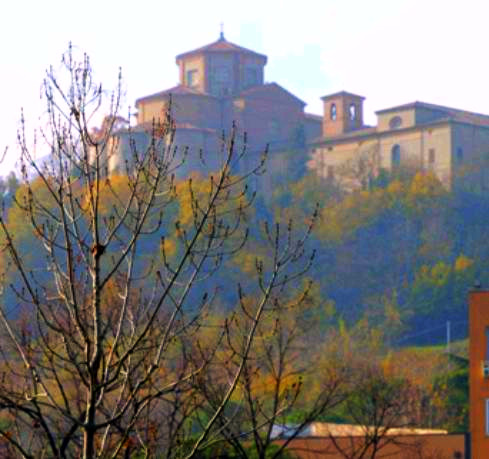
Nhà thờ St Maria del Monte.

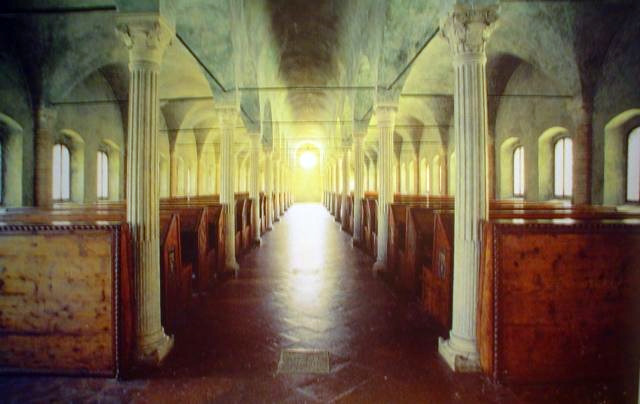
Biblioteca Malatestiana.

Cesena là một đô thị (comune) ở tỉnh Forlì-Cesena, vùng Emilia-Romagna của Ý, phía nam Ravenna và tây Rimini, bên sông Savio, đồng thủ phủ của tỉnh Forlì-Cesena. Thị xã nằm ở chân Apennines, và khoảng 15 km so với Biển Adriatic. Đô thị Cesena có diện tích km2, dân số thời điểm 31 tháng 5 năm 2005 là 93.672 người.